# 服部勉
服部 勉（はっとり つとむ、1932年7月8日 - ）は、日本の微生物学者、農学者、東北大学名誉教授。妻は渋沢敬三の次女・服部黎子。渋沢家当主の渋沢雅英は義兄。

## 略歴
岐阜県大垣市生まれ。名古屋大学理学部卒業、1960年東北大学大学院学農学研究科農芸化学専攻博士課程修了、「界面に吸着せる細菌の研究」で農学博士。土壌微生物の研究を始める。東北大学農学研究所助教授、遺伝生態研究センター教授を務め、1996年定年退官、名誉教授、東京農業大学教授を務めた。水田、畑、草地、山林など、身近な環境にすむ土壌微生物の生態が研究テーマ。日本微生物生態学会会長を務めた。

## 著書
- 『大地の微生物』1972 岩波新書
- 『微生物生態入門』東京大学出版会 1978
- 『微生物学の基礎』学会出版センター 1986
- 『大地の微生物世界』1987 (岩波新書)
- 『微生物を探る』1998 新潮選書

### 共編著
- 『土の微生物学』宮下清貴共著 養賢堂 1996
  - 『土の微生物学』宮下清貴,齋藤明広共著 養賢堂 2008
- 『「過去」と対話してみませんか?』日本土壌微生物学会共編 博友社 2009 (土壌微生物通信(1962-1986)探訪)
- 『「通信」の時代と現在の間』日本土壌微生物学会 [著],服部編 博友社 2010 (土壌微生物通信 (1962-1986) 探訪 2)

### 翻訳
- セント・ジェルジ『生体とエネルギー』みすず書房 1958

## 論文
- ＜服部勉